# Parque Nacional Cerro Azul Meámbar
O Parque Nacional Cerro Azul Meámbar é um parque nacional nas Honduras. Foi criada no dia 1 de janeiro de 1987 e cobre uma área de 300 quilómetros quadrados. Tem uma altitude de entre 1.800 e 2.047 metros.